# Huacaya (gemeente)
Huacaya is een gemeente (municipio) in de Boliviaanse provincie Luis Calvo in het departement Chuquisaca. De gemeente telt naar schatting 2.646 inwoners (2018). De hoofdplaats is Huacaya.